# Pál Járdányi
Pál Járdányi (ur. 30 stycznia 1920 w Budapeszcie, zm. 27 lipca 1966 tamże) – węgierski kompozytor i muzykolog.

## Życiorys
W wieku 6 lat rozpoczął naukę gry na skrzypcach, w wieku 10 na fortepianie. W latach 1936–1940 studiował w Akademii Muzycznej w Budapeszcie grę na skrzypcach u Ede Zathureczkyego, a w latach 1938–1942 kompozycję u Zoltána Kodálya i Alberta Siklósa. W 1943 roku uzyskał ponadto tytuł doktora filozofii na Uniwersytecie Budapeszteńskim na podstawie dysertacji A kidei magyarság világi zenéje. W latach 1946–1959 był wykładowcą Akademii Muzycznej w Budapeszcie. Działał też jako krytyk muzyczny. Od 1948 roku był zatrudniony w Węgierskiej Akademii Nauk, od 1960 roku kierował jej wydziałem muzycznym. Otrzymał nagrodę im. Erkela (1952 i 1953) oraz nagrodę im. Kossutha (1954). Opublikował pracę Magyar népdaltípusok (Budapeszt 1961).

## Twórczość
Styl Járdányia, ukształtowany pod wpływem twórczości Zoltána Kodálya i Béli Bartóka, cechuje się wyraźnymi elementami folklorystycznymi. Po 1949 roku kompozytor podporządkował się narzuconym odgórnie wymogom socrealizmu, znacznie upraszczając swój język dźwiękowy. W pracy muzykologicznej zajmował się typologią pieśni ludowych oraz wpływem uwarunkowań społecznych i geograficznych na formy i styl muzykowania ludowego.

## Wybrane kompozycje
(na podstawie materiałów źródłowych)

### Utwory orkiestrowe
- Sinfonietta na orkiestrę smyczkową (1940)
- Divertimento concertante (1949)
- poemat symfoniczny Tisza mentén (1951)
- Symfonia „Vörösmarty” (1953)
- Borsodi rapszódia (1953)
- Marsz symfoniczny (1953)
- Koncert na harfę i orkiestrę kameralną (1959)
- Vivente e moriente (1963)
- Concertino na skrzypce i orkiestrę smyczkową (1964)
- Székely rapszódia (1965)

### Utwory kameralne
- Sonata na skrzypce i fortepian (1944)
- 2 kwartety smyczkowe (1947, 1954)
- Sonata na flet i fortepian (1952)
- Fantazja i wariacje na kwintet dęty (1955)
- Kwartet na 3 skrzypiec i wiolonczelę (1958)
- Trio smyczkowe (1959)

### Utwory fortepianowe
- Rondo (1939)
- Sonata (1940)
- Sonata na 2 fortepiany (1942)
- Bolgár ritmusok na fortepian na 4 ręce (1946)

### Utwory wokalne
- Missa brevis in modo gregoriano na chór a cappella z sopranem i basem solo (1940)